# Tanja Dangalakova
Tanja Dangalakova, född 30 juni 1964 i Sofia, är en bulgarisk före detta simmare.
Dangalakova blev olympisk guldmedaljör på 100 meter bröstsim vid sommarspelen 1988 i Seoul.